# Canton de Virieu
Pour les articles homonymes, voir Virieu (homonymie).
Le canton de Virieu est une ancienne division administrative française située dans le département de l'Isère et la région Rhône-Alpes.

## Géographie
Ce canton était organisé autour de Virieu dans l'arrondissement de La Tour-du-Pin. Son altitude variait de 361 m (Saint-Ondras) à 810 m (Bilieu) pour une altitude moyenne de 483 m.

## Histoire
- De 1833 à 1848, les cantons de La Tour-du-Pin et de Virieu avaient le même conseiller général. Le nombre de conseillers généraux était limité à 30 par département[1].

## Représentation

### Conseillers généraux de 1833 à 2015
| Période | Période      | Identité                               | Étiquette               | Qualité                                                                          |
| ------- | ------------ | -------------------------------------- | ----------------------- | -------------------------------------------------------------------------------- |
| 1833    | 1848         | François Lhoste (1785-1872)            |                         | Propriétaire, juge de paix, notaire, maire de La Tour-du-Pin                     |
| 1848    | 1852         | Claude-Daniel Rouillon                 |                         | Juge de paix du canton de Virieu, conseiller d'arrondissement                    |
| 1852    | 1864         | Jean-Baptiste Constant Picot La Beaume |                         | Propriétaire, maire de La Tour-du-Pin                                            |
| 1864    | 1874         | Comte Louis de Saint-Ferriol           |                         | Propriétaire de l'établissement de thermes d'Uriage                              |
| 1874    | 1880         | Francisque Dérieux                     | Droite                  | Propriétaire-rentier au Passage                                                  |
| 1880    | 1884 (décès) | Clément Lacroix                        | Républicain             | Médecin à Virieu                                                                 |
| 1885    | 1898         | Emile de Montgolfier                   | Républicain indépendant | Industriel papetier-cartonnier                                                   |
| 1898    | 1903 (décès) | Félix Bigallet                         | Rad.                    | Liquoriste à Panissage, conseiller d'arrondissement                              |
| 1903    | 1919         | Marquis Antoine Wilfrid de Virieu      | Républicain rallié      | Rentier                                                                          |
| 1919    | 1922 (décès) | Louis Victor Benjamin Fabre            | Rad.                    | Docteur en médecine à Virieu                                                     |
| 1922    | 1928         | Clovis Cyrille Prud'homme              | Bl.Nat.                 | Notaire à Virieu                                                                 |
| 1928    | 1940         | Daniel Cleyet-Sicaud                   | Rad.                    | Ancien instituteur, maire de Virieu                                              |
|         |              |                                        |                         |                                                                                  |
| 1945    | 1964         | Charles Fabre (fils de L.Fabre)        | SFIO puis Centriste     | Médecin à Virieu                                                                 |
| 1964    | 1976         | Camille Barbier                        | CD                      | Gérant d'exploitation agricole Maire du Passage (1960-2002)                      |
| 1976    | 1982         | René Impériali (1922-1984)             | PS                      | Maire de Bilieu                                                                  |
| 1982    | 1988         | Camille Barbier                        | DVD                     | Chef d'entreprise agricole Maire du Passage (1960-2002)                          |
| 1988    | 2015         | Daniel Vitte                           | DVG puis DVD            | Maire de Montrevel Président de la communauté de communes de la Vallée de l'Hien |

### Conseillers d'arrondissement (de 1833 à 1940)
Le canton de Virieu appartenait à l'arrondissement de La Tour-du-Pin jusqu'à sa disparition en 1926.
| Période                                  | Période      | Identité                               | Étiquette    | Qualité |
| ---------------------------------------- | ------------ | -------------------------------------- | ------------ | --- |
| 1833                                     | 1839         | Auguste Jean-Baptiste Laurent Charavel |              | Juge de paix à La Tour-du-Pin, ancien avocat à la Cour royale de Grenoble                                   |
| 1839                                     | 1848         | Claude Daniel Rouillon (1798-1874)     |              | Juge de paix à Virieu                                                                                       |
|                                          |              |                                        |              | |
|                                          | 1885 (décès) | Jean-Baptiste Enselmier (1824-1885)    |              | Propriétaire à Charavines                                                                                   |
|                                          |              |                                        |              | |
| av.1895                                  | 1898         | Félix Bigallet                         | Républicain  | Liquoriste à Panissage                                                                                      |
|                                          |              |                                        |              | |
| 1913                                     |              | Édouard-Joseph Rey-Tinat               | Radical      | Notaire, Saint-Ondras                                                                                       |
|                                          |              |                                        |              | |
| 19..                                     | 1940         | François Eugène Bret (1888-1957)       | Rép.ind. PSF | Minotier au Pin                                                                                             |
| 1940                                     |              |                                        |              | Les conseils d'arrondissement ont été suspendus par la loi du 12 octobre 1940 et n'ont jamais été réactivés |
| Les données manquantes sont à compléter. |              |                                        |              | |

## Composition
Le canton de Virieu regroupait quatorze communes et comptait 8 244 habitants (recensement de 1999 sans doubles comptes).
| Nom                | Code Insee | Intercommunalité        | Superficie (km2) | Population (dernière pop. légale) | Densité (hab./km2) |
| ------------------ | ---------- | ----------------------- | ---------------- | --------------------------------- | ------------------ |
| Virieu (chef-lieu) | 38560      | CC Les Vals du Dauphiné | 11,38            | 1 110 (2014)                      | 98                 |
| Bilieu             | 38043      | CA du Pays voironnais   | 6,71             | 1 491 (2014)                      | 222                |
| Blandin            | 38047      | CC Les Vals du Dauphiné | 4,26             | 137 (2014)                        | 32                 |
| Charavines         | 38082      | CA du Pays voironnais   | 7,52             | 1 863 (2014)                      | 248                |
| Chassignieu        | 38089      | CC Les Vals du Dauphiné | 5,17             | 215 (2014)                        | 42                 |
| Chélieu            | 38098      | CC Les Vals du Dauphiné | 10,13            | 676 (2014)                        | 67                 |
| Doissin            | 38147      | CC Les Vals du Dauphiné | 8,45             | 888 (2014)                        | 105                |
| Montrevel          | 38257      | CC Les Vals du Dauphiné | 9,37             | 460 (2014)                        | 49                 |
| Oyeu               | 38287      | CC de Bièvre Est        | 13,69            | 931 (2014)                        | 68                 |
| Panissage          | 38293      | CC Les Vals du Dauphiné | 4,88             | 441 (2014)                        | 90                 |
| Le Passage         | 38296      | CC Les Vals du Dauphiné | 6,68             | 783 (2014)                        | 117                |
| Le Pin             | 38305      | CA du Pays Voironnais   | 9,60             | 1 257 (2014)                      | 131                |
| Saint-Ondras       | 38434      | CC Les Vals du Dauphiné | 8,15             | 610 (2014)                        | 75                 |
| Valencogne         | 38520      | CC Les Vals du Dauphiné | 7,55             | 646 (2014)                        | 86                 |

## Démographie
| 1962  | 1968  | 1975  | 1982  | 1990  | 1999  | 2006   | 2011   | 2012   |
| ----- | ----- | ----- | ----- | ----- | ----- | ------ | ------ | ------ |
| 6 090 | 6 064 | 5 839 | 6 593 | 7 757 | 8 766 | 10 334 | 11 104 | 11 252 |